# Плитвиця (Апаче)
Плитвиця (словен. Plitvica) — поселення в общині Апаче, Помурський регіон, Словенія. Висота над рівнем моря: 217,2 м.